# Lycoperdina mandarinea
Lycoperdina mandarinea es una especie de coleóptero de la familia Endomychidae.

## Distribución geográfica
Habita en Indochina, China y Japón.